# Ichneumon sculpturatus
Ichneumon sculpturatus là một loài tò vò trong họ Ichneumonidae.